# Tyska E. coli O104:H4-utbrottet 2011

Länder berörda av E. coli O104:H4 den 5 juni 2011.

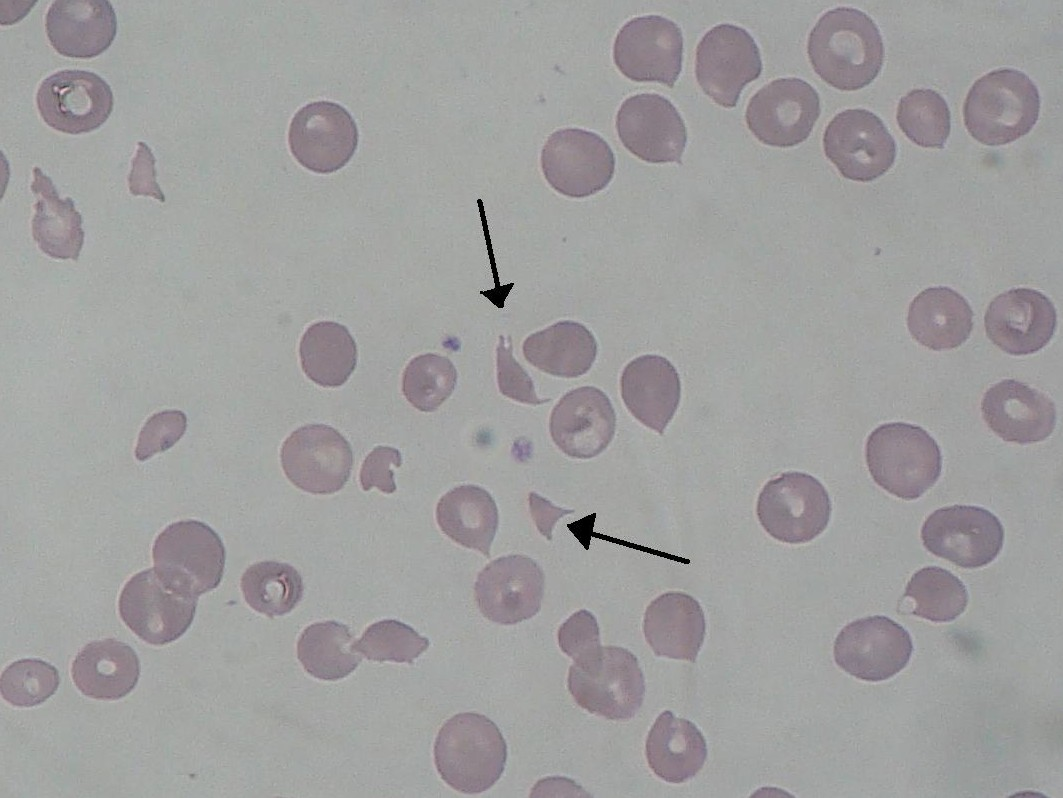
Schistocyter sett hos en person med hemolytiskt uremiskt syndrom.

Ett Escherichia coli O104:H4-bakterieutbrott började i Tyskland i maj 2011. Utbrottet spred sig över EU till bland annat Frankrike och Sverige. När utbrottet var över hade mer 3 100 personer fått blodig diarré, 850 fall av hemolytiskt uremiskt syndrom (HUS) och 53 bekräftade dödsfall hade inrapporterats. Det var det allvarligaste utbrottet av bakteriell matförgiftning i Tyskland på 60 år.
Vissa stammar (serotyper) av E. coli är en huvudsaklig orsak till smitta som kommer via maten (matförgiftning). Utbrottet började när flera personer i Tyskland fick en infektion med en enteroaggregativ E. coli (EAEC), som förvärvat ett shigatoxin vilket lett till HUS, ett medicinskt akuttillstånd som kräver omedelbar åtgärd. 
Inledningsvis trodde man att det var en enterohemorragisk E. coli (EHEC), men detta visade sig vara fel. 
De flesta fallen antas ha blivit smittade i Tyskland eller Frankrike. Bekräftade fall är nedan listade efter land de befann sig i när de diagnosticerades.
| Land           | Non-HUS fall | HUS fall | Dödsfall |
| -------------- | ------------ | -------- | -------- |
| Österrike      | 4            | 1        | 0        |
| Kanada         | 1            | 0        | 0        |
| Tjeckien       | 1            | 0        | 0        |
| Danmark        | 16           | 10       | 0        |
| Frankrike      | 4            | 9        | 0        |
| Tyskland       | 2 947        | 818      | 51       |
| Grekland       | 1            | 0        | 0        |
| Luxemburg      | 1            | 1        | 0        |
| Nederländerna  | 7            | 4        | 0        |
| Norge          | 1            | 0        | 0        |
| Polen          | 1            | 2        | 0        |
| Spanien        | 1            | 1        | 0        |
| Sverige        | 35           | 18       | 1        |
| Schweiz        | 5            | 0        | 0        |
| Storbritannien | 3            | 4        | 0        |
| USA            | 2            | 4        | 1        |
| Totalt         | 2 987        | 855      | 53       |